# Ulrico Hoepli
Ulrico Hoepli, italianizzazione di Johannes Ulrich Höpli (AFI: [ˈhœpli]) (Tuttwil, 18 febbraio 1847 – Milano, 24 gennaio 1935), è stato un editore svizzero naturalizzato italiano.

## Biografia

Milano: le insegne della libreria Hoepli (sulla destra) all'ingresso della Galleria De Cristoforis

Johannes Ulrich Höpli nacque da una famiglia contadina nel piccolo villaggio di Tuttwil (dal 1969 frazione del comune di Wängi), nel Canton Turgovia, in Svizzera, figlio di Mathias Höpli e Regina Gamper. A 14 anni cominciò un apprendistato di otto anni nel campo della libreria ed editoria. Lavorò a Zurigo come garzone presso la libreria Schabelitz; si trasferì successivamente in Germania a Lipsia e a Breslavia, da dove si trasferì a Trieste. Al Cairo fu incaricato dal chedivè d'Egitto di riordinare un fondo bibliotecario. Nel 1870 rilevò per corrispondenza la piccola libreria di Theodor Laengner a Milano, nella Galleria De Cristoforis, presso il Duomo, e si trasferì nel capoluogo lombardo.
La libreria divenne rapidamente un punto di riferimento della borghesia colta milanese, che vi poteva trovare sia preziosi libri di antiquariato sia testi, in particolare scientifici e tecnici, in tutte le principali lingue europee. Nel 1885 Ulrico Hoepli fu nominato Libraio-editore della Real Casa.
Carlo Hoepli, nipote del fondatore, trasferì la sede in via Berchet ma la distruzione a seguito della seconda guerra mondiale di larga parte di Milano, porterà ad un nuovo trasferimento della sede in Via Hoepli, inaugurata nel 1958.
Hoepli morì a Milano, nella sua villa di via XX Settembre n. 2 dopo sessantuno anni di attività editoriale ininterrotta.
All'Hoepli è stato intitolato l'asteroide 8111 Hoepli.

## Attività editoriale
Sin dal 1871 Ulrico Hoepli affiancò all'attività libraria quella editoriale, con la nascita della casa editrice Hoepli, che iniziò con la pubblicazione di una piccola grammatica francese, I primi elementi di lingua francese di G. S. Martin.
Legatosi agli ambienti dell'Istituto Tecnico Superiore (che sarebbe diventato il Politecnico di Milano) e delle altre istituzioni scientifiche milanesi, come l'Osservatorio astronomico di Brera, il libraio-editore concepì un'importante operazione culturale: quella di rimediare alla povertà dell'editoria scientifico-tecnica italiana, creando una collana di testi agili, destinati ai quadri tecnici dei quali lo sviluppo economico faceva intravedere un crescente bisogno. La collana dei manuali Hoepli iniziò nel 1875 con il Manuale del tintore di Roberto Lepetit e il suo titolo più famoso fu il Manuale dell'ingegnere di Giuseppe Colombo, uno dei protagonisti dell'industrializzazione lombarda, legato a Hoepli da profonda amicizia. Nella collana, che avrebbe contenuto più di duemila titoli, i contenuti tecnici erano centrali ma non esclusivi: attorno ad essi era organizzato ogni campo del sapere, dalla storia della letteratura bizantina allo studio delle malattie mentali.
A partire dal 1934, pubblica gli Scritti e Discorsi di Benito Mussolini, in 12 volumi (l'ultimo uscirà nel 1940).
Oltre ai manuali la casa editrice pubblicò anche opere di pregio, come la riproduzione del Codice Atlantico di Leonardo da Vinci e la monumentale Storia dell'Arte Italiana.

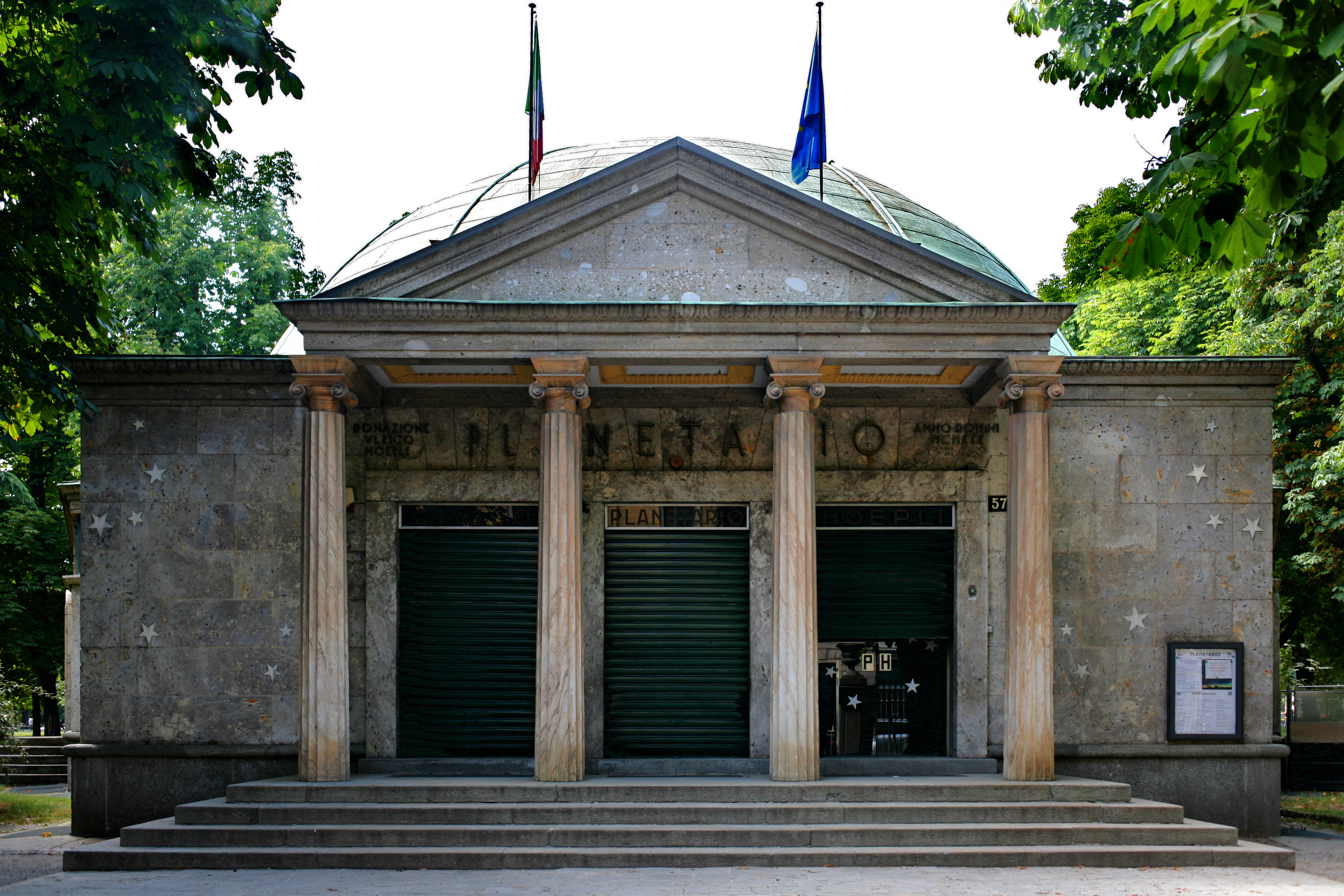
Il civico planetario di Milano "Ulrico Hoepli"

## Mecenatismo
Ulrico Hoepli contribuì allo sviluppo culturale anche con il suo mecenatismo: in particolare nel 1921, fondò la "Biblioteca Popolare Ulrico Hoepli" e nel 1930 donò alla città di Milano il planetario a lui oggi intitolato. Per la Svizzera creò la "Fondazione Ulrico Hoepli" il cui fine statutario è quello di "sostenere le istituzioni e iniziative di pubblica utilità o che si adoperino per promuovere le scienze e le arti in Svizzera".